# Idflieg
L'Idflieg, contrazione del tedesco Inspektion der Fliegertruppen ovvero Ispettorato dell'Aviazione dell'esercito (letteralmente le truppe dell'aria), era l'ente preposto all'amministrazione ed alla regolamentazione in merito alla tedesca Luftstreitkräfte, il servizio aereo dell'Esercito imperiale tedesco, durante la prima guerra mondiale.
Fondato nel 1911, il suo nome è legato alla regolamentazione delle designazioni applicate ai velivoli prodotti dalle aziende nazionali, caratterizzate in base all'armamento, alla configurazione alare, all'equipaggio, in pratica al ruolo al quale era destinato il velivolo.